# Royal Aircraft Factory F.E.4
El Royal Aircraft Factory F.E.4 fue un biplano bimotor construido por la Royal Aircraft Factory en 1916. Ideado como avión de ataque a tierra armado con cañón, resultó un fracaso y sólo se construyeron dos ejemplares.

## Diseño y desarrollo
Poco después del comienzo de la Primera Guerra Mundial, la Royal Aircraft Factory empezó el desarrollo del F.E.4, un avión con motores gemelos pensado para el ataque al suelo, armado con un cañón COW.
El diseño poseía grandes alas biplano de dos vanos, con la más larga superior equipada con extensiones arriostradas mediante soportes, que podían ser plegadas para el almacenamiento en hangar. El ala inferior estaba unida al fuselaje a media altura, así que el avión descansaba cerca del suelo. Además del tren de aterrizaje convencional, había un juego de ruedas montado en el morro del fuselaje, para prevenir daños en caso de capotaje. La cola era grande, con una aleta central y dos superficies verticales adicionales para los timones.
El fuselaje albergaba a tres tripulantes, con el piloto y el artillero delantero sentados en tándem en una gran cabina delantera con controles dobles. A pesar del limitado sector de tiro disponible al estar sentado detrás del piloto, el artillero delantero iba a estar armado con dos ametralladoras Lewis y un cañón COW. Un artillero trasero se sentaba detrás de las alas, en una segunda cabina.
Los dos motores, RAF 5, estaban instalados justo encima del ala inferior en una configuración propulsora.
El primer F.E.4 fue construido en marzo de 1916, y el segundo, en julio del mismo año. El segundo avión fue equipado con motores Rolls-Royce Eagle, y no incluía la cabina trasera. La intención era poner al artillero en una sección elevada montada sobre las alas, accesible mediante una escalera y un hueco en el ala superior, pero nunca se construyó.
Ambos aviones fueron probados en la Escuela Central de Vuelo, comenzando en mayo de 1916, pero ninguno se comportó bien, estando faltos de potencia. En septiembre del mismo año, el segundo F.E.4 fue equipado con equipamiento para lanzar bombas y realizó más pruebas. Se crearon diseños para las mejoras motoras, destinados a los RAF 3a, RAF 4a o RAF 4b, pero no se materializó ningún trabajo.
La Royal Aircraft Factory realizó un proyecto de diseño basado en el F.E.4, el F.E.5. Iba a ser un desarrollo del primero con dos fuselajes y tres motores, dispuestos un RAF 4 de 140 hp de forma tractora en el morro de cada fuselaje, y un RAF 5 de forma propulsora en la sección central del ala inferior. Con una envergadura superior a los 30 m (110 pies), era bastante probable que estuviera muy falto de potencia, lo que pudo haber provocado su abandono.
Otro proyecto basado en el F.E.4 fue el F.E.7. Con una disposición similar, debía ser un bombardero de largo alcance, biplaza y propulsado por dos motores Rolls-Royce Eagle de 186 kW (250 hp). Estos mismos iban a estar montados en el fuselaje, moviendo las hélices propulsoras mediante engranajes y ejes. El armamento consistiría en un cañón COW de una libra y dos ametralladoras Lewis. Sin embargo, el proyecto fue abandonado.

## Variantes
F.E.4
Avión de ataque al suelo, dos construidos.
F.E.5
Desarrollo del F.E.4 con dos fuselajes y tres motores, no construido.
F.E.7
Desarrollo del F.E.4 como bombardero, no construido.

## Operadores
Reino Unido
- Real Cuerpo Aéreo

## Especificaciones (motor RAF 5)
Referencia datos: Bruce, 1959. p 335.

### Características generales
- Tripulación: Tres (piloto y dos artilleros)
- Longitud: 11,7 m (38,2 ft)
- Envergadura: 23,5 m (77,1 ft)
- Altura: 5,1 m (16,8 ft) [7]
- Superficie alar: 95,9 m² (1032,3 ft²)
- Peso vacío: 1706 kg (3760 lb)
- Peso cargado: 3557 kg (7839,6 lb)
- Planta motriz: 2× motor lineal V-12 refrigerado por aire RAF 5.
  - Potencia: 112 kW (154 HP; 152 CV) cada uno.

### Rendimiento
- Velocidad máxima operativa (Vno): 136 km/h (85 MPH; 73 kt)
- Techo de vuelo: 3660 m (12 008 ft) [2]
- Régimen de ascenso: 0,8 m/s (159 ft/min)

### Armamento
- Ametralladoras: 

  - 3x Lewis de 7,7 mm (dos en puesto delantero, una en el trasero)

## Aeronaves relacionadas

### Secuencias de designación
- Secuencia F.E._ (interna de Royal Aircraft Factory (Farman Experimental, Fighting Experimental)): ← F.E.2 (1913) - F.E.2 (1914) - F.E.3 - F.E.4 - F.E.5 - F.E.6 - F.E.7 - F.E.8 - F.E.9 - F.E.10 →